# Julissa Villanueva

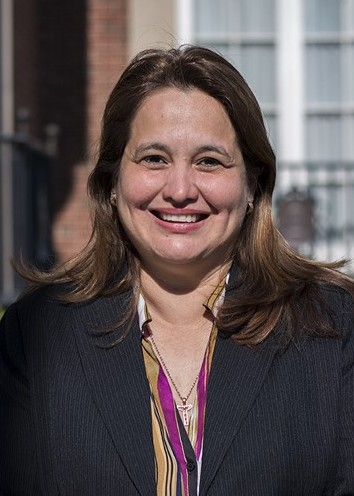
Julissa Villanueva (2018)

Semma Julissa Villanueva Barahona (* 12. Mai 1972 in Tegucigalpa) ist eine honduranische Rechtsmedizinerin. Für ihren besonderen Einsatz bei der strafrechtlichen Aufklärung von Gewaltverbrechen gegen Frauen und Kinder erhielt sie 2018 den International Women of Courage Award des Außenministeriums der Vereinigten Staaten.

## Berufliches Engagement
Julissa Villanueva ist seit 2013 Direktorin der Abteilung Rechtsmedizin beim honduranischen Generalstaatsanwalt und beaufsichtigt 650 Experten für Forensik. Sie studierte Medizin  und begann 2000 ihren Berufsweg als forensische Pathologin. Villanueva hat seitdem die Art der strafrechtlichen Verfolgung des Landes grundlegend verändert, insbesondere in Bezug auf Gewaltverbrechen gegen Frauen und Kinder. Sie leitete multidisziplinäre, datengestützte Initiativen zur Bekämpfung von geschlechtsspezifischer Gewalt und war maßgeblich an der nationalen Gesetzgebung im Bereich Femizid beteiligt, die zusätzliche strafrechtliche Sanktionen für geschlechtsspezifische Morde vorsah. Ihre forensischen Beweise halfen in besonderen Fällen wiederholt, Mörder zu verurteilen, wenn die Zeugenaussagen unzureichend waren.
Villanueva entwickelte in Honduras den ersten postgradualen Abschluss in forensischer Medizin  und gründete 2015 die Revista de Ciencias Forenses, eine Zeitschrift für Rechtsmedizin. Sie entwickelte die Grundlage für das nationale Verzeichnis zur Identifikation Getöteter, um die vielen ungelösten Morde in Honduras anzugehen. Sie schuf einen besonderen Friedhof, um nicht beanspruchte oder nicht identifizierte Leichen zu begraben, die später als Beweismittel in Strafverfahren exhumiert werden können.
In Zusammenarbeit mit der US-Regierung arbeitet Villanueva an dem Programm DNA – Prokids, um mittels DNA-Untersuchung verweste Körper zu identifizieren, die auf Migrationsrouten geborgen wurden. Ziel ist das Schicksal unbegleiteter Minderjähriger aufzuklären, die versuchten illegal in die Vereinigten Staaten einzuwandern. Weitere Pionierarbeit leistete sie bei der Einrichtung von Zeugenräumen, die Gerichtsaussagen von Mordzeugen oder Opfern von Sexualverbrechen ermöglichen, ohne ihre Identität öffentlich preiszugeben, wodurch Scham und Angst vor Vergeltung reduziert werden.

## Privates
Villanueva entschied sich für das Medizinstudium, nachdem Ärzte ihrem an Tetanus erkrankten Vater das Leben retteten. Sie war verheiratet und bekam zwei Töchter, von denen die jüngere gestorben ist.

## Ehrung
Julissa Villanuevas Bemühungen haben nicht nur das Potential der Rechtsmedizin in Honduras verbessert, sie haben bei Gewaltverbrechen, von denen viele gegen Frauen gerichtet waren, Beweismittel geliefert und sind für die gesamte Strafverfolgung des Landes von wesentlicher Bedeutung. Am 23. März 2018 erhielt sie den “International Women of Courage Award”. Unter den zehn Ausgezeichneten des Jahres waren auch Roya Sadat, Aiman Omarowa und Feride Rushiti, die sich für Frauenrechte in Afghanistan, politische Gefangene in Kasachstan bzw. Folteropfer im Kosovo einsetzen. Der Preis wurde ihnen von Melania Trump verliehen.